# Alex Kotey
Alex Neequaye Kotey (ur. 31 stycznia 1963 roku) – ghański sędzia piłkarski.
Sędzia międzynarodowy FIFA od 2002 roku. Na stałe mieszka w Akrze.
Wybrany najlepszym arbitrem swojego kraju w 2006 roku.

## Turnieje międzynarodowe
- Puchar Narodów Afryki (2008)